# Chlamydopsis striatella
Chlamydopsis striatella är en skalbaggsart som beskrevs av John Obadiah Westwood 1869. Chlamydopsis striatella ingår i släktet Chlamydopsis och familjen stumpbaggar. Inga underarter finns listade i Catalogue of Life.